# Ивановская (Камешковский район)
Ивановская — деревня в Камешковском районе Владимирской области России, входит в состав Вахромеевского муниципального образования.

## География
Деревня расположена в 30 км на северо-запад от центра поселения посёлка Имени Горького, в 25 км на северо-запад от райцентра Камешково.

## История
В XIX — первой четверти XX века деревня входила в состав Филяндинской волости Ковровского уезда, с 1926 года — в составе Тынцовской волости. В 1859 году в деревне числилось 29 дворов, в 1905 году — 54 дворов, в 1926 году — 81 дворов.
С 1929 года деревня являлась центром Ивановского сельсовета Ковровского района, с 1940 года — Иваново-Тынцовского сельсовета Камешковского района, с 1954 года — в составе Тынцовского сельсовета, с 1959 года — в составе Вахромеевского сельсовета, с 2005 года — в составе Вахромеевского муниципального образования.

## Население
| 1859 | 1905 | 1926 |
| ---- | ---- | ---- |
| 215  | 416  | 402  |

| 1859 | 1905 | 1926 | 2002 | 2010 | 2021 |
| ---- | ---- | ---- | ---- | ---- | ---- |
| 215  | ↗416 | ↘402 | ↘3   | ↘0   | ↗4   |